# NEO SIGNALIFE
「NEO SIGNALIFE」（ネオ・シグナライフ）は、ゆいかおりの10枚目のシングル。2015年1月7日にキングレコードから発売された。

## 概要
前作「Intro Situation」より約半年ぶりとなる、2015年1枚目のシングル。販売形態はDVD付きの初回限定盤（KICM-91564）および通常盤（KICM-1564）の2種類で、DVDには「NEO SIGNALIFE」のPVとそのメイキング映像が収録されている。
表題曲の「NEO SIGNALIFE」は文化放送「文化放送スポーツスクエア～SET UP」のエンディングテーマとしても起用されたEDMで、「『次の段階に進む』強い意思を示す」というコンセプトの下で制作された。またカップリング曲の「オリオンからのメッセージ」は冬の街の風景を歌ったバラードとして制作されている。
「NEO SIGNALIFE」のPVは、ゆいかおりが宇宙船で旅するシーンと曲に合わせて踊るシーンが交互に流れるものとなっている。また、ディスクジャケットは衣装と背景に幾何学模様があしらわれたデザインに仕上がっている。

## シングル収録内容
| #         | タイトル                                      | 作詞      | 作曲      | 編曲       | 時間  |
| --------- | --------------------------------------------- | --------- | --------- | ---------- | ----- |
| 1.        | 「NEO SIGNALIFE」                             | 畑亜貴    | 小野貴光  | 大久保薫   | 4:06  |
| 2.        | 「オリオンからのメッセージ」                  | 松井五郎  | チーミー  | 大久保友裕 | 5:11  |
| 3.        | 「NEO SIGNALIFE (off vocal ver.)」            |           |           |            | 4:06  |
| 4.        | 「オリオンからのメッセージ (off vocal ver.)」 |           |           |            | 5:09  |
| 合計時間: | 合計時間:                                     | 合計時間: | 合計時間: | 合計時間:  | 18:32 |

| #  | タイトル                       | 作詞 | 作曲・編曲 |
| -- | ------------------------------ | ---- | ---------- |
| 1. | 「NEO SIGNALIFE」(MUSIC VIDEO) |      |            |
| 2. | 「MAKING」                     |      |            |

## 収録アルバム
| 曲名                     | アルバム          | 発売日        |
| ------------------------ | ----------------- | ------------- |
| NEO SIGNALIFE            | 『Bright Canary』 | 2015年11月4日 |
| オリオンからのメッセージ | 『Bright Canary』 | 2015年11月4日 |